# Wringin Putih (Bergas)
Wringin Putih is een bestuurslaag in het regentschap Semarang van de provincie Midden-Java, Indonesië. Wringin Putih telt 5580 inwoners (volkstelling 2010).